# Nuevo Milenium
Nuevo Milenium är en ort i Mexiko.   Den ligger i kommunen Mexicali och delstaten Baja California, i den nordvästra delen av landet, 2 200 km nordväst om huvudstaden Mexico City. Nuevo Milenium ligger 9 meter över havet och antalet invånare är 388.
Terrängen runt Nuevo Milenium är mycket platt. Runt Nuevo Milenium är det ganska tätbefolkat, med 58 invånare per kvadratkilometer. Närmaste större samhälle är Mexicali, 15,0 km väster om Nuevo Milenium. Trakten runt Nuevo Milenium består till största delen av jordbruksmark.